# Грудњак
Грудњак или брустхалтер (бе-ха), део је женског интимног веша који покрива груди. Грудњак има бројне функције, модна, придржавање дојки и испуњавање одређених друштвених очекивања. Купаћи костими, камисоли и хаљине без леђа могу имати уграђену потпору за груди са потпорним корпама грудњака. Грудњаци за дојење су дизајнирани да олакшају дојење. Неке особе имају медицинске и хируршке потребе за грудњацима, али већина их носи из модних или културних разлога. 
Грудњаци су стекли значај изван њихове пуке функционалности као одевног предмета. Друштвене перцепције о идеалном облику женског тела, које се временом мењају, утичу на избор жена о томе какав грудњак да носе. Грудњаци су постали модни предмет и културна изјава које носилац понекад наменски открије или их чак носи као горњу одећу.
Грудњаци су сложена одећа израђена од многих делова. Производни стандарди претпостављају идеализоване, стандардне облике и величине дојки који се не подударају са већином тела. Компаније користе сујетне величине, утичући на куповину величина које остављају утисак да је носилац нпр. виткија. Поред тога, међународни производни стандарди и методе мерења се веома разликују. Због ових изазова, многим особама је тешко да пронађу грудњак одговарајуће величине. Када пронађу онај који изгледа да им одговара, они имају тенденцију да наставе да носи исту величину грудњака упркос повећању или губитку килограма. Сви ови фактори доводе до тога да до 85 процената жена које носе грудњаке одаберу и носе погрешну величину. Због потешкоћа у проналажењу исправно постављеног грудњака, већина жена често осећа нелагоду док носи грудњак.
Многе жене верују, да ношење грудњака доводи до спречавања опуштања груди. Међутим, то је заблуда, до опуштања долази због других ствари, пре свега зависи од величине и облика груди. Поједини истраживачи препоручују женама да не носе грудњаке, већ да допусте грудима да се слободно крећу, нарочито приликом трчања јер на тај начин јачају лигаменте који држе груди чврстим.

## Етимологија
Израз brassiere (грудњак), из француског brassière, користиле су новине Ивнинг Хералд у Сиракјусу, Њујорк, 1893. године. Израз је шире прихваћен 1904. године када га је компанија Дебевојс користила у својој рекламној копији - мада та реч заправо у француском језику означава дечију поткошуљу. На француском се грудњак назива soutien-gorge (дословно, „ослонац грла”). Ране верзије грудњака су подсећале на уштиркани камисол.
Часопис Воуг први је пут употребио израз грудњак 1907, и до 1911. та реч се нашла у Оксфордском енглеском речнику. Дана 3. новембра 1914, новоформирана америчка патентна категорија за „грудњаке” инаугурисана је првим патентом издатим за Мери Фелпс Џејкоб.

## Историјат
Прве грудњаке су носиле жене још у Античкој Грчкој. Ови грудњаци имали су назив аподесмос (грч. ἀπόδεσμος) и најчешће су се правили од вуне.

### Рани грудњаци
Ношење одеће која подржава груди можда датира још из античке Грчке. Жене су носиле аподесмос, касније стетодесм, мастодесмос и мастодетон, што све значи „појас за груди“, траку од вуне или платна која је била омотана преко груди и везана или закачена назад. Римљанке су носиле наруквице током спорта, попут оних приказаних на мозаику Крунисање победника (такође познатом као „мозаик бикинија“).
Верује се да су фрагменти ланеног текстила пронађени у замку Ленгберг у источном Тиролу у Аустрији датирани између 1440. и 1485. године били грудњаци. Два од њих су имала чаше од два комада платна сашивеног тканином која се пружала до дна торза са низом од шест ушица за причвршћивање чипком или канапом. Један је имао две нараменице и био је украшена чипком у деколтеу.